# Casa Blanca (Arizona)
Casa Blanca est une census-designated place du comté de Pinal, dans l'État de l'Arizona, aux États-Unis. En 2020, elle compte une population de 1 727 habitants.